# Gerhard Christian von Stöcken
Gerhard Christian von Stöcken (* 13. Januar 1671; † 13. August 1728 in Kopenhagen) war ein dänischer General.

## Familie
Stöcken stammte aus einer Rendsburger Ratsherrenfamilie. Sein Großvater Hinrich von Stökken († 1643) war dort Zollverwalter. Seine Eltern waren Heinrich von Stöcken (1631–1681) und Anna Catharina von Felden. Der Vater kontrollierte als Rentmeister und Generalkriegskommissar das gesamte dänische Finanzwesen und wurde 1679 in den Adelsstand erhoben. Brüder des Vaters waren der Jurist Gerhard von Stökken (1629–1681), Professor in Straßburg, und der Pastor Christian von Stökken (1633–1684), Generalsuperintendent im Herzogtum Schleswig und Dichter der Barockzeit.
Stöckens Geschwister waren Cai Burchard (1661–1710), Landdrost und dänischer Gesandter für Holstein-Glückstadt am Reichstag in Regensburg; Abigael Marie (um 1662–1714), verheiratet mit Oberrentmeister Peter von Brandt; Christopher Ernst (1664–1711); dänischer Admiral; Hans Heinrich (1666–1709), zuletzt dänischer Gesandter bei den Generalstaaten, und Anna Margrethe (1668–1732), verheiratet mit Landdrost Conrad Bierman von Ehrenschild.
Stöcken war mit Francisca Felicitas van der Veckenen (1689–1766) verheiratet, deren Vater Prokanzler im Herzogtum Geldern war. Sie erhielt 1752 den Ordre de l’union parfaite.

## Laufbahn
Stöcken trat nicht wie seine Brüder in den dänischen Staatsdienst ein, sondern ging als junger Mann in den Militärdienst im Ausland. Er war sowohl in venezianischen – im Regiment Løwenschild auf der Peloponnes – als auch in französischen Diensten. In der Rangliste wurde er 1691/1692 als Hauptmann im Leibregiment der Königin und 1696 als Oberstleutnant im jütländischen Infanterieregiment aufgeführt. Als Oberstleutnant im Regiment des Prinzen Georg trat Stöcken 1697 in die dänische Armee ein. Er nahm 1700 am Feldzug in den Herzogtümern teil, zog mit den Hilfstruppen nach Sachsen und weiter nach Italien, wo er im folgenden Jahr den Charakter eines Oberst erhielt. Er trat jedoch bei der Reduktion der Truppen im Jahr 1703 zurück.
Als Regimentskommandeur kehrte Stöcken im folgenden Jahr zum Korps zurück. Im Herbst 1704 war er Kommandeur des ersten Bataillons des Regiments Prinz Georg bei den Kämpfen in den Niederlanden. Stöcken erhielt 1709 die Beförderung zum Brigadegeneral und drei Jahre später die zum Generalmajor. Das Korps kehrte 1714 nach Dänemark zurück, und er nahm im folgenden Jahr an der erfolgreichen Belagerung von Stralsund teil. Bis zum Frieden von Frederiksborg 1720 diente Stöcken als Kommandeur der Festung Stralsund und Generalgouverneur von Vorpommern nördlich der Peene. Im folgenden Jahr wurde er Kommandeur in Glückstadt und drei Jahre später von der Zitadelle von Fladstrand (Frederikshavn).
Gerhard Christian von Stöcken starb am 13. August 1728 im Alter von 57 Jahren.

## Auszeichnungen
Stöcken erhielt 1723 das „weiße Band“ des Dannebrogordens.

## Belege
1. ↑  von Støcken (Falschschreibung; Auszug der Stammtafel und Wappen; abgerufen am 15. April 2019)
2. ↑  M. Meier: Zur Tätigkeit des Kommandanten der Festung Stralsund Gerhard Christian von Stöcken in dänischer Zeit 1715–1721.

| Personendaten    | Personendaten                            |
| ---------------- | ---------------------------------------- |
| NAME             | Stöcken, Gerhard Christian von           |
| ALTERNATIVNAMEN  | Støcken, Gerhard Christian von (dänisch) |
| KURZBESCHREIBUNG | dänischer General                        |
| GEBURTSDATUM     | 13. Januar 1671                          |
| STERBEDATUM      | 13. August 1728                          |
| STERBEORT        | Kopenhagen                               |